# Río Sarstún
El río Sarstún, o Sarstoon River en inglés, es un río con una longitud de aproximadamente 111 km, cuya cuenca pertenece a Guatemala. Las fuentes del río se encuentran en la sierra de Santa Cruz de Guatemala, 7 km al suroeste de Chahal, Alta Verapaz. En la primera parte de su recorrido el río es conocido como río Chahal. Al punto de convergencia con el río Chiyú, su nombre cambia en río Gracias a Dios, y al unirse con el río Franco en la zona de adyacencia con Belice  (mientras se legitima las dimensiones del territorio de Belice en la corte Internacional de Justicia) cambia su nombre en río Sarstún, ya que no existe frontera entre ambos países hasta su desembocadura en el golfo de Honduras.
Durante su recorrido en Guatemala, tramos del río marcan los límites entre los departamentos de Alta Verapaz e Izabal, y entre Izabal y El Petén. 
La parte guatemalteca de la cuenca tiene una superficie de 2109 km², y la parte Beliceña cubre 194 km², y forma parte del parque nacional Sarstoon-Temash en el distrito de Toledo. En Guatemala un área de 352,02 km² ha sido declarado área protegida (Área de uso múltiple Río Sarstún).
Actualmente el área se encuentra dentro la zona protegida administrada por fundaeco

## Exploración petrolera en el área protegida en Guatemala
En Livingston existe un pozo de exploración petrolera llamado Balam-1X, el cual retrasó su construcción debido a inundaciones en el área que se solucionaron con zanjas que van desde la torre de perforación a un agujero natural situado a aproximadamente cincuenta metros de donde están un nacimiento de agua de la comunidad Sebilá.  El área de perforación petrolera se encuentra dentro del área protegida del río Sarstún y la licitación petrolera (Contrato 7-98) es explorada por la compañía de capital canadiense y colombiano Pacific Rubials Energy Corp. Originalmente, la licitación había sido adjudicada a la Compañía Petrolera del Atlántico -CPA-, que es propiedad del grupo empresarial guatemalteco Campollo Codina.
El nacimiento de agua de Sebilá forma un río subterráneo que pasa por debajo de donde está la exploración petrolera y conecta con el río Zavala, que pasa por Sebilá, y que confluye con el río Chocón Machacas, el más grande de Livingston, y que desemboca en el golfete del Río Dulce.  Existe la posibilidad de que el nacimiento de la comunidad de Sebilá se contamine con químicos tóxicos derivados de la exploración petrolera, lo que podría contaminar todo el sistema hidrológico, incluido el Lago de Izabal y el río Dulce.
Es conveniente indicar que en Guatemala, se utilizan los conceptos de «gobernabilidad» y de «responsabilidad social empresarial» para trabajar en concesiones de este tipo; gobernabilidad se refiere a la demanda que hacen las empresas privadas al Estado para que les brinde seguridad a sus inversiones a través del Ejército y de la Policía Nacional Civil, mientras que la responsabilidad social empresarial es una demanda que el Estado le hace a las empresas privadas y que ante la incapacidad de exigirles que paguen los impuestos correspondientes demanda que por lo menos que contribuyan con los programas asistenciales en las regiones en donde operan.